# プレミアムカップオートレース
共同通信社杯プレミアムカップとは、オートレースの特別GI競走であり、毎年3月頃と9月頃、年2回開催される。
新設当初は、プレミアムカップオートレースの名称で行わていたが、第3回大会より現在の名称で行われている。

## 概要
GI格ではあるが、優勝戦の1〜3着選手には年末に開催されるスーパースター王座決定戦のトライアル戦出場のためのポイントが付与されるため、準SG的な性格を有した大会であることから、他のGI競走よりも格が高い「特別GI」の格付けがなされている。
オートレースの「特別GI」は、他の公営競技ではボートレースでの「プレミアムGI」に相当する。
現在の優勝賞金650万円は、オートレースのGI競走の中では最も高い賞金である。

## 歴史
2004年度にGI格で新設された競走であり、第3回大会から共同通信社杯として実施されるようになった。2011年度より優勝賞金が増額されたことを受け呼称上「特別GI」とされた。
オートレース選手の2009年度前期適用ランクからS級選手の総数が従来の60名から96名に変更になったため、第11回大会から参加選手全員がS級選手となったが、2013年度前期適用ランクよりS級選手の総数が48名と変更されたため、第19回大会より参加選手がS級選手48名、A級選手48名の計96名となり、第19回大会のみS・A各級ごとのダブルトーナメント制となったが、第20回大会から再びS級・A級混合で行われるようになった。

## 出場選手選抜方法
他のGI競走と異なり、出場選手はS級選手全員（48名）およびA級選手上位48名の計96名が選抜される。

## 番組編成
各番組（レース）は0メートルのオープンレース、または10メートルのオープンレース、0メートル〜10メートルの短ハンデレースのみで構成される。

## 勝ち上がり

### 飯塚開催
※出典：オートレースオフィシャルサイト「特別GI 共同通信社杯 プレミアムカップ 勝ち上がり」
| 初日 | 2日目 | 3日目 | 4日目                                        | 最終日        |
| --- | --- | --- | -------------------------------------------- | ------------- |
| 予選（1R～8R）・5着～8着の32名が予選Bへ ・3着～4着の16名が予選Aへ ・1着～2着の16名がダイヤモンドチャレンジへ ダイヤモンドステージ（9R～12R） ※ランク上位32名・5着～8着の16名が予選Aへ ・1着～4着の16名がダイヤモンドチャレンジへ | 予選B（1R～4R）・2着～4着の12名が最終予選Bへ ・1着の4名が最終予選Aへ 予選A（5R～8R）・4着～6着の12名が最終予選Bへ ・1着～3着の12名が最終予選Aへ ダイヤモンドチャレンジ（9R～12R）・7着～8着の8名が最終予選Bへ ・3着～6着の16名が最終予選Aへ ・1着～2着の8名がダイアモンドレーサーへ | 最終予選B（4R～7R）・1着～2着の8名が準決勝戦へ 最終予選A（8R～11R）・1着～4着の16名が準決勝戦へ ダイアモンドレーサー（12R）・1着～8着の8名が準決勝戦へ | 準決勝戦（9R～12R）・1着～2着の8名が優勝戦へ | 優勝戦（12R） |

### 飯塚以外の開催
※出典：オートレースオフィシャルサイト「特別GI 共同通信社杯プレミアムカップ 勝ち上がり」
| 初日・2日目                                            | 3日目                                                                                       | 4日目                                        | 最終日        |
| ------------------------------------------------------ | ------------------------------------------------------------------------------------------- | -------------------------------------------- | ------------- |
| 予選（1R～12R）・2日間の平均得点上位64名が準々決勝戦へ | 準々決勝戦（5R～12R）・1着の8名が準決勝戦へ ・1着8名を除く3日間平均得点上位24名が準決勝戦へ | 準決勝戦（9R～12R）・1着、2着の8名が優勝戦へ | 優勝戦（12R） |

| 着   | 1位 | 2位 | 3位 | 4位 | 5位 | 6位 | 7位 | 8位 |
| 得点 | 10  | 8   | 6   | 5   | 4   | 3   | 2   | 1   |

- ※競走戒告及び試走戒告の判定を受けた場合、合計得点から1回につき3点を減点する。
- ※走法注意の判定を受けた場合、合計得点から1回につき1点を減点する。
- ※準決勝戦において失権した選手は特別一般戦Bに出場するものとする。

## 過去のプレミアムカップ優勝者
| 回 | 開催日                                                         | 開催場                                                         | 優勝者                                                         | 年齢（当時）                                                   | 競走タイム                                                     | 競走車呼名                                                     |
| -- | -------------------------------------------------------------- | -------------------------------------------------------------- | -------------------------------------------------------------- | -------------------------------------------------------------- | -------------------------------------------------------------- | -------------------------------------------------------------- |
| 1  | 2004年（平成16年）6月30日                                      | 船橋オートレース場                                             | 池田政和                                                       | 31                                                             | 3.395                                                          | アイコネリ                                                     |
| 2  | 2005年（平成17年）2月13日                                      | 飯塚オートレース場                                             | 伊藤信夫                                                       | 32                                                             | 3.329                                                          | テトム                                                         |
| 3  | 2005年（平成17年）7月3日                                       | 山陽オートレース場                                             | 田中茂                                                         | 28                                                             | 3.556                                                          | S･アーロン                                                     |
| 4  | 2006年（平成18年）2月12日                                      | 船橋オートレース場                                             | 高橋貢                                                         | 35                                                             | 3.356                                                          | Fニーナ                                                        |
| 5  | 2006年（平成18年）6月11日                                      | 伊勢崎オートレース場                                           | 東小野正道                                                     | 32                                                             | 3.627                                                          | クレイジーD                                                    |
| 6  | 2007年（平成19年）3月25日                                      | 山陽オートレース場                                             | 田中茂                                                         | 30                                                             | 3.361                                                          | S･アーロン                                                     |
| 7  | 2007年（平成19年）6月10日                                      | 伊勢崎オートレース場                                           | 鈴木幸治                                                       | 51                                                             | 3.622                                                          | エキサイト1                                                    |
| 8  | 2008年（平成20年）3月23日                                      | 山陽オートレース場                                             | 佐々木啓                                                       | 34                                                             | 3.649                                                          | ミザリー                                                       |
| 9  | 2008年（平成20年）7月2日                                       | 飯塚オートレース場                                             | 浦田信輔                                                       | 35                                                             | 3.395                                                          | パンジャA                                                      |
| 10 | 2009年（平成21年）3月23日                                      | 川口オートレース場                                             | 永井大介                                                       | 32                                                             | 3.354                                                          | ダビド・ビジャ                                                 |
| 11 | 2009年（平成21年）6月22日                                      | 船橋オートレース場                                             | 高橋貢                                                         | 38                                                             | 3.654                                                          | Fニーナ                                                        |
| 12 | 2010年（平成22年）3月24日                                      | 山陽オートレース場                                             | 永井大介                                                       | 33                                                             | 3.595                                                          | ダビド・ビジャ                                                 |
| 13 | 2010年（平成22年）6月23日                                      | 川口オートレース場                                             | 有吉辰也                                                       | 34                                                             | 3.383                                                          | タツダンス                                                     |
| 14 | 東日本大震災の影響で開催中止                                   | 東日本大震災の影響で開催中止                                   | 東日本大震災の影響で開催中止                                   | 東日本大震災の影響で開催中止                                   | 東日本大震災の影響で開催中止                                   | 東日本大震災の影響で開催中止                                   |
| 15 | 2011年（平成23年）6月19日                                      | 浜松オートレース場                                             | 青木治親                                                       | 35                                                             | 3.427                                                          | シビー                                                         |
| 16 | 2012年（平成24年）3月20日                                      | 飯塚オートレース場                                             | 永井大介                                                       | 35                                                             | 3.368                                                          | ビズビム                                                       |
| 17 | 2012年（平成24年）7月1日                                       | 浜松オートレース場                                             | 高橋貢                                                         | 41                                                             | 3.654                                                          | サイバームーン                                                 |
| 18 | 2013年（平成25年）3月24日                                      | 山陽オートレース場                                             | 高橋貢                                                         | 41                                                             | 3.371                                                          | サイバームーン                                                 |
| 19 | 2013年（平成25年）6月23日                                      | 山陽オートレース場                                             | （S級）浦田信輔                                                | 39                                                             | 3.371                                                          | パンジャA                                                      |
| 19 | 2013年（平成25年）6月23日                                      | 山陽オートレース場                                             | （A級）佐藤貴也                                                | 28                                                             | 3.407                                                          | スケートラブ                                                   |
| 20 | 2014年（平成26年）3月25日                                      | 川口オートレース場                                             | 永井大介                                                       | 37                                                             | 3.378                                                          | シーザー                                                       |
| 21 | 2014年（平成26年）6月22日                                      | 船橋オートレース場                                             | 永井大介                                                       | 37                                                             | 3.385                                                          | シーザー                                                       |
| 22 | 2015年（平成27年）3月25日                                      | 山陽オートレース場                                             | 木村武之                                                       | 38                                                             | 3.376                                                          | ワント                                                         |
| 23 | 2015年（平成27年）6月21日                                      | 山陽オートレース場                                             | 金子大輔                                                       | 35                                                             | 3.373                                                          | Ｊジョーンズ                                                   |
| 24 | 2016年（平成28年）3月21日                                      | 船橋オートレース場                                             | 永井大介                                                       | 39                                                             | 3.361                                                          | ビズビム                                                       |
| 25 | 2016年（平成28年）9月19日                                      | 飯塚オートレース場                                             | 吉原恭佑                                                       | 28                                                             | 3.729                                                          | Ｊ・バーシア                                                   |
| 26 | 2017年（平成29年）3月22日                                      | 山陽オートレース場                                             | 佐藤貴也                                                       | 32                                                             | 3.341                                                          | スケートラブ                                                   |
| 27 | 2017年（平成29年）9月21日                                      | 飯塚オートレース場                                             | 永井大介                                                       | 40                                                             | 3.366                                                          | ビズビム                                                       |
| 28 | 2018年（平成30年）3月25日                                      | 山陽オートレース場                                             | 永井大介                                                       | 41                                                             | 3.359                                                          | ビズビム                                                       |
| 29 | 2018年（平成30年）9月17日                                      | 飯塚オートレース場                                             | 木村武之                                                       | 41                                                             | 3.402                                                          | ワント                                                         |
| 30 | 2019年（平成31年）3月25日                                      | 山陽オートレース場                                             | 中村雅人                                                       | 38                                                             | 3.337                                                          | ハーンズ                                                       |
| 31 | 2019年（令和元年）9月25日                                      | 山陽オートレース場                                             | 鈴木圭一郎                                                     | 25                                                             | 3.354                                                          | カルマS5K                                                      |
| 32 | 2020年（令和2年）3月22日                                       | 飯塚オートレース場                                             | 青山周平                                                       | 35                                                             | 3.388                                                          | ハルク・73                                                     |
| 33 | 2020年（令和2年）9月23日                                       | 山陽オートレース場                                             | 早川清太郎                                                     | 38                                                             | 3.378                                                          | シナモン                                                       |
| 34 | 2021年（令和3年）3月21日                                       | 飯塚オートレース場                                             | 青山周平                                                       | 36                                                             | 3.449                                                          | ハルク・73                                                     |
| 35 | 2021年（令和3年）7月25日                                       | 飯塚オートレース場                                             | 永井大介                                                       | 44                                                             | 3.388                                                          | ダビド・ビジャ                                                 |
| 36 | 新型コロナウイルス感染症の影響で開催中止・打ち切り（後述参照） | 新型コロナウイルス感染症の影響で開催中止・打ち切り（後述参照） | 新型コロナウイルス感染症の影響で開催中止・打ち切り（後述参照） | 新型コロナウイルス感染症の影響で開催中止・打ち切り（後述参照） | 新型コロナウイルス感染症の影響で開催中止・打ち切り（後述参照） | 新型コロナウイルス感染症の影響で開催中止・打ち切り（後述参照） |
| 37 | 2022年（令和4年）9月25日                                       | 浜松オートレース場                                             | 青山周平                                                       | 37                                                             | 3.378                                                          | ハルク・73                                                     |
| 38 | 2023年（令和5年）3月21日                                       | 山陽オートレース場                                             | 荒尾聡                                                         | 41                                                             | 3.715                                                          | デフジャムKN                                                   |
| 39 | 2023年（令和5年）9月18日                                       | 浜松オートレース場                                             | 青山周平                                                       | 38                                                             | 3.383                                                          | ハルク・73                                                     |
| 40 | 2024年（令和6年）3月24日                                       | 山陽オートレース場                                             | 鈴木圭一郎                                                     | 29                                                             | 3.637                                                          | カルマS5K                                                      |

## エピソード
- 第7回大会では純粋にランク順に枠を決定した。そのためランクでは上位に位置するものの、現状では不調な選手が最重ハンデの大外枠に配置されたり、近況好調な選手がA級であるという理由だけで有利な内枠に配置されるなどの例が頻発した。
- 第7回大会を優勝した鈴木幸治は、この優勝がGI初制覇となった。また、この優勝によってGI競走における最年長初優勝記録（51歳4ヶ月）とデビュー以来最遅初優勝記録（デビューから31年目）を更新した[8]。
- 第24回大会は、船橋オートレース場最後の開催として行われた。
- 第32回大会は、新型コロナウイルス感染症の感染拡大防止の観点から無観客開催で行われた[9]。
- 第33回大会でプレミアムカップ初優勝した早川清太郎は、初日から5日間1着入線の完全優勝で決めた[10]。
- 第36回大会（2022年3月17日～21日、山陽オートレース場）では、参加選手2名に新型コロナウイルス感染症の陽性反応が確認されたため公正安全な競走実施ができないと判断し、開催2日目以降（3月18日～21日）のレースを中止・打ち切りすることを発表した[11]。プレミアムカップの開催中止は、東日本大震災で中止となった第14回大会（2011年3月19日～23日、船橋オートレース場）以来[12]。また、新型コロナウイルスの影響で中止・打ち切り・順延になったケースは今回が初めてとなった[13]。
- 第25回大会以降、飯塚・山陽での開催が続いていたが、第37回大会は浜松での開催となった。飯塚・山陽以外の開催は第24回大会の船橋（閉鎖）以来6年ぶり、浜松での開催は10年ぶり[14]。